# Xanthorhoe cataphracta
Xanthorhoe cataphracta är en fjärilsart som beskrevs av Edward Meyrick 1883. Xanthorhoe cataphracta ingår i släktet Xanthorhoe och familjen mätare. Inga underarter finns listade i Catalogue of Life.